# Jacqueline Bisset
Jacqueline Bisset (sinh 13 tháng 9 năm 1944) là một diễn viên Anh. Bà được đề cử 4 giải Quả cầu vàng và một giải Emmy. Cô được biết đến với bộ phim Casino Royale (1967), Bullitt (1968), Airport (1970), The Deep (1977), Class (1983), và phim truyền hình Nip/Tuck (2006). Bà cũng tham gia các phim Pháp sản xuất và được đề cử giải César phim La Cérémonie (1995). Bà được trao Huân chương Bắc đẩu bội tinh năm 2010.